# Municipio de Kintire
El municipio de Kintire (en inglés, Kintire Township) es un municipio del condado de Redwood, Minnesota, Estados Unidos. Tiene una población estimada, a mediados de 2023, de 193 habitantes.

## Geografía
Está ubicado en las coordenadas 44°34′59″N 95°17′53″O / 44.58306, -95.29806. Según la Oficina del Censo, tiene una superficie total de 91.26 km², de los cuales 91.24 km² corresponden a tierra firme y 0.02 km² están cubiertos de agua.

## Demografía
Según el censo de 2020, en ese momento había 190 personas residiendo en la zona. La densidad de población era de 2.1 hab./km². El 96.32 % de los habitantes eran blancos, el 1.05 % eran asiáticos y el 2.63 % eran de otras razas. Del total de la población, el 3.68 % eran hispanos o latinos de cualquier raza.